# Odilon da Costa Manso
Odilon da Costa Manso (Casa Branca, 16 de fevereiro de 1910 – 7 de agosto de 2000) foi um advogado, magistrado, professor e escritor brasileiro.
Filho do ministro Manuel da Costa Manso e de Ursulina Rodrigues da Costa Manso.
Formou-se em Direito pela Faculdade do Largo de São Francisco
Foi consultor-geral da república no governo do general Eurico Gaspar Dutra, de 18 de outubro de 1946 a 17 de novembro de 1947. Mediante concurso, foi nomeado promotor público, tendo exercido o cargo em várias comarcas do Estado de São Paulo. Pelo quinto constitucional foi nomeado desembargador do TJSP.
Foi membro da Academia Paulista de Letras, onde ocupou a cadeira 21, de 1986 até 2000.

## Obras
- Pareceres do consultor-geral da República, 1948
- Letras jurídicas, 1971
- Sequências - poesia
- Discursos no Tribunal de Justiça
- Visão do Rei Lamuel - poesia
- Dicionário Jurídico - Academia de Letras Jurídicas